# Andrew D. Jackson
Andrew D. Jackson (* 20. Dezember 1941 in Orange (New Jersey)) ist ein US-amerikanischer theoretischer Kernphysiker.
Jackson studierte an der Princeton University mit dem Bachelor-Abschluss 1963, dem Master-Abschluss 1965 und der Promotion in Physik 1967. Als Post-Doktorand war er an der University of Sussex. 1968 wurde er Assistant Professor und 1976 bis 1995 Professor an der State University of New York at Stony Brook (SUNY). Danach ging er ans Niels-Bohr-Institut der Universität Kopenhagen, wo er das Archiv leitete.
Er befasste sich mit Kernstruktur-Rechnungen und der Nukleon-Nukleon-Wechselwirkung, worüber er mit Gerry Brown ein Buch schrieb (entstanden aus Vorlesungen an der Nordita Anfang der 1970er Jahre).
1971 bis 1972 war er Sloan Research Fellow. Er ist Fellow der American Physical Society und Mitglied der Königlich Dänischen Akademie der Wissenschaften.

## Schriften
- mit Gerald Brown The Nucleon-Nucleon Interaction, North Holland 1977